# San Martín del Camino
San Martín del Camino es una pedanía del municipio de Santa Marina del Rey, en la provincia de León (Castilla y León, España).

## Historia

### Prehistoria
Se han encontrado restos de la industria Achelense en el actual territorio de San Martín, tal como testimonian los objetos expuestos en el Museo Arqueológico Provincial.

### Edad Antigua
Es probable que los primeros pobladores de estas tierras pertenecieran a la etnia ligur que transitó fugazmente por el noroeste de la península ibérica entre los siglos VII-VIII a.  C. Alguno de los topónimos que sobreviven en la localidad evocan a términos procedentes de las lenguas ligures.
Quizás a esta época pertenece un curioso monolito de piedra, sepultado en la actualidad bajo el pavimento de la carretera N-120 que trascurre por el centro del pueblo, a la altura de la calle de La Mora. Este monolito permaneció visible -según el testimonio oral de un residente del lugar- en un solar en la zona que describimos y era usado por los niños para sus juegos y nombrado con el calificativo de "el caleño". Su apariencia de mezcla de hormigón y canto hace pensar que fue trasladado desde la comarca de Omaña, unos kilómetros al norte, donde abundadn esta clase de formaciones geológicas.
El monolito fue usado para taponar una gran hueco que se abrió al hacerse las zanjas para cimentar el solar en el que posteriormente se edificaría la casa, actual número 16. Este hueco, según el citado testimonio, correspondería a la antigua entrada a una cueva excavada por los habitantes del pueblo para protegerse de las racias de los moros en la época de Almanzor. El monolito, en sí, podría ser un lugar de culto en la época que describimos o simplemente un indicativo de situación, al estilo de los posteriores millas romanas.
El actual Páramo y, por tanto San Martín, pertenecen al territorio dominado por los astures, antes de la llegada de los romanos y por tanto nuestro substrato genético se lo debemos a este pueblo que ocupó toda la actual provincia de Asturias, la mayor parte de la provincia leonesa y parte de la zamorana y el Tras os Montes, portugués. el historiador Luis Pastrana y así parecen corroborarlo los numerosos testimonios que podemos recuperar de aquella lejana época

### Época romana
Es muy verosímil que después de la conquista del territorio de los astures, por los romanos, en la época de Augusto, en el enclave del actual San Martín se edificara una torre de vigilancia para controlar el paso de los cargamentos de oro que trascurrían desde las Miédulas de Las Omañas, hacia la ruta de la Plata, a la altura de La Bañeza
Esta construcción se hallaría en el paraje que actualmente se conoce como Los Castillos, a la altura de la Plaza de Las Eras indicativo de su anterior configuración como castellum romano.

### Edad Media
El primer documento escrito que se conserva sobre el primitivo San Martín es redactado en 1157 En este, el obispo leonés Diego otorga cinco cartas de behetría que afectan al Páramo: la de Pobladura de la Mata, la de Sardonedo, la de San Martín de Bustillo y Bustillo de San Miguel y la de Villagallegos y Bercianos.  
Está documentado que los lugares llamados San Martín de Bustillo y Bustillo de San Miguel corresponden a los enclaves iniciales de actual San Martin
Las cartas de behetría eran documentos de los reyes de León donde otorgaban ciertos derechos a los habitantes de estos lugares, como poder elegir el señor al que se subordinaban. Esto pone de manifiesto un hecho trascencente en la historia de esta localidad; que fue fundada por hombres libres, no por siervos feudales.
San Martín de Bustillo se hallaría emplazado en las actuales Comportas de Arriba, en el pago que se conoce como Bustillino. Allí han sido encontrados restos de antiguos cimientos, cerámicas y monedas.

### Edad Moderna
El hecho más notorio de esta época es el abandono de San Miguel de Bustillo y el traslado de sus habitantes a la zona donde actualmente se encuentra San Martín. Se ignoran los motivos de este desplazamiento, quizás una epidemia que afectó a San Miguel o quizás la conveniencia de emplazarse en torno al Camino Real de León a Astorga donde la afluencia de peregrinos lo hacía muy lucrativo para los residentes del lugar.
Este suceso debió ocurrir en la segunda parte del siglo XVII y si consideramos la placa de piedra que se conserva incrustada en el soportal de la actual iglesia de San Martín, la anterior iglesia se inauguraría en 1676, a tenor de la fecha que figura en ella.

### Edad Contemporánea
Los naturales de San Martín se distinguieron por su espíritu emprendedor, en el ámbito comercial, y destacaron no notable éxito en variados oficios, El Más destacable fue el de paveros ya que atravesaban la geografía de España, desde León a Barcelona, al frente de sus piaras de pavos para llevarlas a vender para Navidad en la ciudad condal. También destacaron los pellejeros que recorrían la provincia e incluso las vecinas, en busca de pieles para vender. Por supuesto, fue importante la actividad de hostelería, debido a la ubicación de San Martín en el Camino a mitad de trayecto entre León y Astorga.
Las presidentes de la Junta Vecinal, en la época democrática, han sido¨:
Matías González Franco
Luis Aller
Enrique Fernández Franco
Federico Marbán
Luis Cañón
José Andrés Burgo
Daniel Glz Alegre

### Cultura
Sus fiestas patronales son el Bendito Cristo y San Martín de Tours.